# Ruth Negga
Ruth Negga (Adís Abeba, 4 de mayo de 1981) es una actriz etíope-irlandesa. Es más conocida por sus apariciones en películas como Capital Letters (2004) (también estrenada como Trafficked en otros países), Isolation (2005), Breakfast on Pluto (2005) y Loving (2016), y en series de televisión como Criminal Justice, de la BBC, Love/Hate, de RTÉ, Misfits, de E4 y Agents of S.H.I.E.L.D., de ABC.

## Primeros años y educación
Negga nació en Adís Abeba, capital de Etiopía, en 1981, de madre irlandesa y padre etíope. Vivió en el país hasta los cuatro años. Es hija única, pero tiene una gran familia por parte de su madre. Su padre murió en un accidente de tránsito cuando ella tenía siete años. Se crio en Limerick y vive en Londres desde 2006.
Negga estudió en el Centro Samuel Beckett del Trinity College, en Dublín, de donde se graduó con una licenciatura en estudios de actuación.

## Carrera
Negga hizo su debut en la pantalla con la película irlandesa Capital Letter, de 2004, en la que interpreta el papel principal de Taiwo. Luego de esto, pasó a desempeñar el papel principal de María en Isolation, estrenada en 2005. Antes, había estado trabajando sobre todo en teatro.
Después de ver a Negga actuar, el director Neil Jordan cambió el guion de Breakfast on Pluto para que la actriz pudiera aparecer en la película. También ha participado en Colour Me Kubrick (2005), junto a John Malkovich, y en los cortometrajes The Four Horsemen, 3-Minute 4-Play y Stars. En televisión, Negga ha aparecido en Doctors, Criminal Justice y en la serie irlandesa Love is the Drug. También interpretó el papel principal de Doris "Sid" Siddiqi en Personal Affairs, de la BBC, actuando junto a Laura Aikman, Annabel Scholey y Maimie McCoy. Negga también apareció como Shirley Bassey en la producción de la BBC Shirley en 2011, y ganó el premio IFTA a la mejor actriz de televisión por su papel.

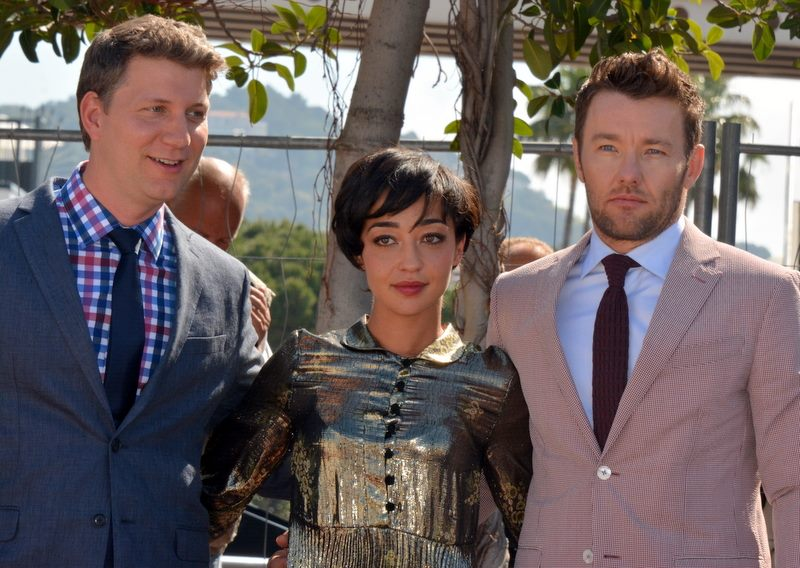
Jeff Nichols, Ruth Negga y Joel Edgerton en el Festival de Cine de Cannes de 2016.

Los trabajos de teatro de Negga incluyen papeles en Duck, Tito Andronicus y Lay Me Down Softly. A partir de 2007 comenzó a trabajar con el grupo de teatro irlandés Pan Pan Theatre. En 2010, interpretó a Ofelia en la producción de Hamlet en el National Theatre.
Negga también ha proporcionado actuación de voz en el videojuego Dark Souls II, interpretando a Shanalotte, también conocida como "la Heraldo Esmeralda". Shanalotte es un personaje clave en el juego, proporcionando orientación al jugador, así como permitir al jugador desarrollar su personaje, a cambio de almas recogidas.
En 2013, se anunció que Negga había sido seleccionada para el papel recurrente de Raina en la serie de televisión Agents of S.H.I.E.L.D. En 2013, apareció en la película de Steve McQueen 12 Years a Slave, que ganó el Premio Óscar a la mejor película. En marzo de 2015, Negga fue elegida para el papel de Tulip O'Hare en la serie de fantasía de la AMC Preacher. En 2016, interpretó el papel de Lady Taria en la película Warcraft, basada en la popular saga de videojuegos del mismo nombre.
En 2017, fue nominada como mejor actriz en los Premios Óscar por su papel en la película Loving.

## Teatro
- Phèdre - National Theatre London (2009)
- Hamlet – National Theatre London (2010/11)
- Playboy of the Western World – Old Vic Theatre London (2011)

## Filmografía

### Cine
| Año  | Título                                  | Personaje       | Notas                               |
| ---- | --------------------------------------- | --------------- | ----------------------------------- |
| 2004 | Capital Letters                         | Taiwo           |                                     |
| 2005 | Stars                                   | Sophie          | Cortometraje                        |
| 2005 | 3-Minute 4-Play                         | Mujer           | Cortometraje                        |
| 2005 | Desayuno en Plutón                      | Charlie         |                                     |
| 2005 | Isolation                               | Mary            |                                     |
| 2005 | Colour Me Kubrick                       | Lolita          |                                     |
| 2006 | The Four Horsemen                       | Mujer sacerdote | Cortometraje                        |
| 2009 | Corduroy                                | Tess            | Cortometraje                        |
| 2010 | Jacob                                   |                 |                                     |
| 2010 | Bleach                                  | Anne            | Cortometraje                        |
| 2011 | Hello Carter                            | Doctora         | Cortometraje                        |
| 2012 | Fury                                    | Iris            | Conocida también como The Samaritan |
| 2013 | Guerra mundial Z                        |                 |                                     |
| 2013 | 12 Years a Slave                        | Celeste         | Sin acreditar                       |
| 2013 | Jimi: All Is by My Side                 | Ida             |                                     |
| 2013 | Things He Never Said                    | Rachel          | Cortometraje                        |
| 2014 | Noble                                   | Joan            |                                     |
| 2014 | Una Vida: A Fable of Music and the Mind | Jessica         |                                     |
| 2016 | Warcraft                                | Lady Taria      |                                     |
| 2016 | Loving                                  | Mildred Loving  |                                     |
| 2019 | Ad Astra                                | Helen Lantos    |                                     |
| 2021 | Passing                                 | Clare Bellew    |                                     |
| 2023 | Good Grief                              | Sophie          |                                     |

### Televisión
| Año       | Título                 | Personaje           | Notas                                    |
| --------- | ---------------------- | ------------------- | ---------------------------------------- |
| 2004      | Doctors                | Wanda Harrison      | Episodio: "The Replacement"              |
| 2004      | Love is the Drug       | Lisa Sheerin        | 4 episodios                              |
| 2008      | Criminal Justice       | Melanie Lloyd       | 5 episodios                              |
| 2009      | Personal Affairs       | Doris "Sid" Siddiqi | 5 episodios                              |
| 2010      | Five Daughters         | Rochelle            | 3 episodios                              |
| 2010-2011 | Love/Hate              | Rosie               | 8 episodios                              |
| 2010      | Misfits                | Nikki               | 6 episodios                              |
| 2010      | The Nativity           | Leah                | 4 episodios                              |
| 2011      | Shirley                | Shirley Valentine   | Telefilme                                |
| 2012      | Secret State           | Agnes Evans         | 4 episodios                              |
| 2013-2015 | Agents of S.H.I.E.L.D. | Raina               | Temporada 1-2 (recurrente, 17 episodios) |
| 2012      | Fury                   | Iris                | Conocida también como The Samaritan      |
| 2016      | Preacher               | Tulip O'Hare        |                                          |

### Videojuegos
| Año  | Título        | Personaje  | Notas |
| ---- | ------------- | ---------- | ----- |
| 2014 | Dark Souls II | Shanalotte | Voz   |

## Premios y nominaciones

### Óscar
| Año  | Categoría    | Trabajo nominado | Resultado |
| ---- | ------------ | ---------------- | --------- |
| 2017 | Mejor actriz | Loving           | Nominada  |

### Globo de Oro
| Año  | Categoría            | Trabajo nominado | Resultado |
| ---- | -------------------- | ---------------- | --------- |
| 2016 | Mejor actriz - Drama | Loving           | Nominada  |

### BAFTA
| Año  | Categoría                      | Trabajo nominado               | Resultado |
| ---- | ------------------------------ | ------------------------------ | --------- |
| 2017 | Premio a la estrella emergente | Premio a la estrella emergente | Nominada  |

### Crítica Cinematográfica
| Año  | Categoría    | Trabajo nominado | Resultado |
| ---- | ------------ | ---------------- | --------- |
| 2016 | Mejor actriz | Loving           | Nominada  |

### Independent Spirit
| Año  | Categoría    | Trabajo nominado | Resultado |
| ---- | ------------ | ---------------- | --------- |
| 2016 | Mejor actriz | Loving           | Nominada  |

### Satellite
| Año  | Categoría    | Trabajo nominado | Resultado |
| ---- | ------------ | ---------------- | --------- |
| 2016 | Mejor actriz | Loving           | Ganadora  |